# Dicker Turm (Düren)

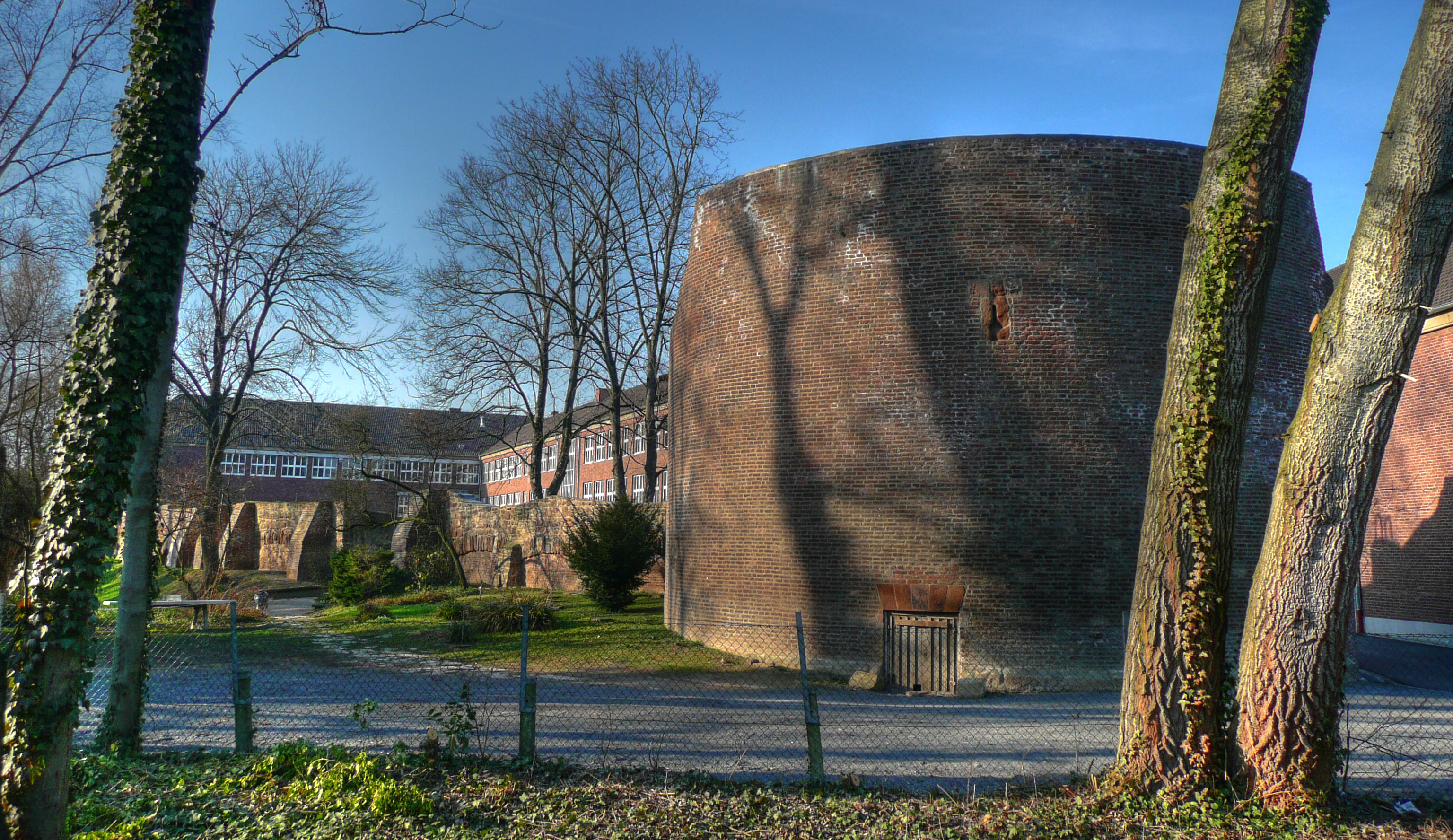
Der Dicke Turm

Der Dicke Turm ist ein Rest der Stadtbefestigung von Düren in Nordrhein-Westfalen.
Der runde Bastionsturm aus Backsteinen steht auf dem Gelände des Stiftischen Gymnasiums Ecke Stürtzstraße/Altenteich. Der Turm wurde 1493 erbaut und ist Teil der Dürener Stadtmauer. Er hatte früher ein Spitzdach.
Der Dicke Turm wurde in den 1990er Jahren aufwändig restauriert, weil er zusammenzustürzen drohte. Es war nach dem Krieg mit Bauschutt und Erdreich verfüllt worden. Der Innendruck drohte die Wände zu sprengen.
Das Bauwerk ist unter Nr. 1/035a in die Denkmalliste der Stadt Düren eingetragen.